# 福田丈
福田 丈（ふくだ たけし、1992年4月9日 - ）は、秋田県秋田市出身のハンドボール選手。日本ハンドボールリーグのアースフレンズBM所属。
コートネーム・愛称はジョウ。
高校からハンドボールを始め、全国大会には出場はしていないものの中部大学へ進学。
大学4年のインカレではチームを全国優勝へ導き、同大会で優秀選手賞を受賞。

## 経歴
中部大学時代は2014年の全日本学生ハンドボール選手権大会（インカレ）で優秀選手賞を受賞。
2015年に日本ハンドボールリーグの琉球コラソンへ加入。
2016年4月26日に2016-17年シーズンの契約合意が発表された。
2017年4月6日に2017-18年シーズンの契約合意が発表された。
2019年10月31日に9月30日付での契約解除が発表された。

## 詳細情報

### 年度別成績
| 年       | チーム   | 試合 | フィールド 得点 | 率   | 7m  | 合計    | 警告 | 退場 | 失格 |
| -------- | -------- | ---- | --------------- | ---- | --- | ------- | ---- | ---- | ---- |
| 2015-16  | 琉球     | 15   | 37/59           | .627 | 0/0 | 37/59   | 3    | 2    | 0    |
| 2016-17  | 琉球     | 16   | 26/55           | .473 | 0/0 | 26/55   | 1    | 1    | 0    |
| 2017-18  | 琉球     | 21   | 48/99           | .485 | 0/0 | 48/99   | 4    | 0    | 0    |
| 2018-19  | 琉球     | 21   | 14/50           | .280 | 0/0 | 14/50   | 4    | 1    | 0    |
| JHL：4年 | JHL：4年 | 73   | 125/263         | .475 | 0/0 | 125/263 | 12   | 4    | 0    |

- 各年度の太字はリーグ最高

### 記録

#### 日本ハンドボールリーグ
- フィールドゴール初得点：2015年11月14日、対豊田合成戦（墨田区総合体育館）[7]

### 背番号
- 9 (2015年 - )